# 巴尔的摩子弹 (1944年—1954年)

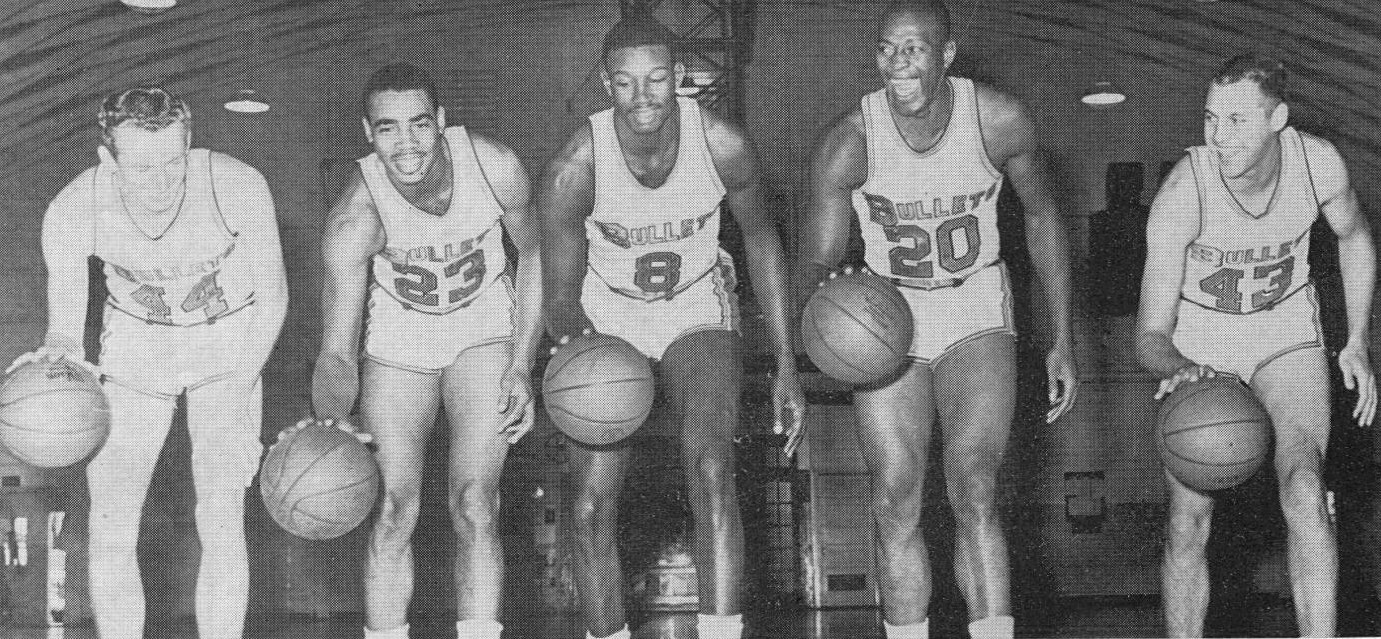
1963–64 Baltimore Bullets

巴尔的摩子弹（英語：Baltimore Bullets）是美国篮球联盟（1944–1947）球队，之后转投美国篮球协会（1947–1949），并随着BAA并入國家籃球協會成为其一员，主场位于马里兰州巴尔的摩。该队于1948年BAA总决赛中夺冠，在1954年解散。